# Hörnpaskarn
Hörnpaskarn är en ö i Finland. Den ligger i Bottenviken och i kommunen Jakobstad i den ekonomiska regionen  Jakobstadsregionen i landskapet Österbotten, i den västra delen av landet. Ön ligger omkring 80 kilometer nordöst om Vasa och omkring 410 kilometer norr om Helsingfors.
Öns area är 2 hektar och dess största längd är 240 meter i sydväst-nordöstlig riktning.